# Кочије
Кочије (од мађ. kocsi) су најранији пример превозног средства, коришћен и у миру и у рату, као главно превозно средство. Прве кочије су направљене у Месопотамији отприлике 3000. п. н. е., а у Кини у другом миленијуму п. н. е. Оригиналне кочије биле су брзе, лаке, и отвореног типа са два или четири точка. Обично су их вукла два или четири коња. Кола су била ниска са полукружним великим штитом напред. Кочијама је управљао кочијаш. Користиле су се у античким ратовима током бронзаног и гвозденог доба, а биле су заштићене штитовима који су били заковани за кочије. Ово возило је изгубило значај у ратовању, али се и даље користи за путовање, параду и трке.

## Ранији тип кочија у Сумеру
Кочије вероватно потичу из Месопотамије око 3000. п. н. е. Најранији цртеж кочија се може наћи на барјаку из Ура у јужној Месопотамији око 2500. п. н. е. Ове кочије се могу назвати двоколица са дуплим точковима, коју су вукли волови или магарци, пре увођења коња око 2500. п. н. е. Мада је некада кочијаш са собом возио копљаника, као што су прото-кочије са великим чврстим дрвеним точковима, оне можда нису коришћене у рату, већ су можда коришћени за сахрану у поворци. Сумери су имали такође и кочије са два дрвена точка, које су Вукла четири магарца. Точак са паоцима сe није појавио у Месопотамији све до половине 2000. п. н. е.

## Европа

### Древна Европа

#### Источна Европа
Доместикација коња била је важан корак према цивилизацији. Све већа количина доказа говори у прилог хипотези да су коњи били припитомљени у Евроазијским степама (нпр. Дериевка у Украјини) већ око 4000-3500. п. н. е.
Изум точка који се користи у транспорту највероватније се догодио у Месопотамији или Евроазијским степама. Докази о возилима на точковима појављују се од средине 4. миленијума пне готово истовремено на северном Кавказу (Мајкопска култура) и у централној Европи. Најранија возила вероватно су била воловска коли.
Старокорсунски курган у руском региону Кубан садржи гробницу кола (или укоп кола) Мајкопске културе (која је такође имала коње). Два чврста дрвена точка из овог кургана датирана су у другу половину четвртог миленијума. Убрзо након тога број оваквих сахрана у овом региону Северног Кавказа се умножио.
Као што пише Дејвид В. Антони у својој књизи Коњ, точак и језик, у Источној Европи је најранији добро датирани приказ возила на точковима (кола са две осовине и четири точка) приказан на Броночичком лонцу (око 3500. п. н. е). То је глинени лонац ископан у насељу културе левкастих пехара у Војводство светокришко у Пољској.
Најстарија поуздано датирана комбинација реалне осовине и точкова у Источној Европи је Љубљански дрвени точак (око 3150. п. н. е.).

### Каснији развоји у Европи
- Мозаик из гробнице Каста у Амфиполису који приказује отмицу Персефоне од стране Плутона у 4. веку п. н. е.
- Богиња Ника вози кола с два коња, приказ са Апулијске патере (послужавника), Велика Грчка, 4. век пне
- Поворка кочија на касно геометријским амфорама из Атине (око 720–700. п. н. е.).

#### Грчка
Каснији Грци из првог миленијума п. н. е. имали су (још увек не веома ефективне) коњичке одреде (према неким тврдњама ови рани коњички војници су можда били повод за развој касније, тешко наоружане пешадије познате као хоплити), а стеновити терен грчког копна био је неприкладан за возила на точковима. Стога, у историјској Грчкој кочије никада нису кориштене у рату. Без обзира на то, кола су задржала висок статус и сећања на њихову еру преношена су у епској поезији. Линеар Б таблете из Микенских палата бележе велике залихе кола, понекад са специфичним детаљима колико је кола су било направљено или не (тј. ускладиштено у модуларном облику). Касније су се возила користила у играма и поворкама, посебно за трке на Олимпијским и Панатенејским играма и другим јавним фестивалима у древној Грчкој, на хиподромима и на такмичењима званим агон. Она су такође коришћена у церемонијалним функцијама, као кад је паранимф, или младожењин пријатељ, ишао са младожењом колима да доведе младу кући.
Херодот (Histories, 5. 9) извештава да су се кочије широко користиле у понтско-каспијским степама од стране Сигина.
Грчке кочије су прављене да их вуку два коња причвршћена за средишњу руду. Ако би била додата још два коња, они су постављани са сваке стране главног пара, као што се може видети на две наградне вазе у Британском музеју са Панатенајских игара у Атини у Грчкој. При том је возач седео са стопалима положеним на дасци, обешеној доле крај ногу коња. Само возило се састојало од седишта које се наслањало на осовину, са пречагом са сваке стране која штити возача од точкова. Постоје индикације да је грчким кочијама недостајао било који други додатак за коње, што је отежавало скретање.